# 6085 Fraethi
6085 Fraethi este un asteroid din centura principală de asteroizi.

## Descriere
6085 Fraethi este un asteroid din centura principală de asteroizi. A fost descoperit pe 25 septembrie 1987 la Brorfelde de Poul Jensen. El prezintă o orbită caracterizată de o semiaxă mare de 2,31 ua, o excentricitate de 0,14 și o înclinație de 6,6° în raport cu ecliptica.